# NGC 185
NGC 185 је елиптична галаксија у сазвежђу Касиопеја која се налази на NGC листи објеката дубоког неба.
Деклинација објекта је + 48° 20' 14" а ректасцензија 0h 38m 57,6s. Привидна величина (магнитуда) објекта NGC 185 износи 9,3 а фотографска магнитуда 10,3. Налази се на удаљености од 0,659 милиона парсека од Сунца. NGC 185 је још познат и под ознакама UGC 396, MCG 8-2-10, CGCG 550-9, IRAS 00362+4803, PGC 2329.